# Marele dodecaedru
În geometrie marele dodecaedru este un poliedru Kepler–Poinsot cu simbolul Schläfli {5,5/2} și diagrama Coxeter–Dynkin . Este unul dintre cele patru poliedre regulate neconvexe. Are 12 fețe pentagonale (șase perechi de pentagoane regulate), care se întâlnesc în fiecare vârf, formând un model pentagramic pe suprafața lor. Un poliedru neconvex are fețe care se intersectează care nu reprezintă laturi sau fețe noi. Doar cele marcate cu sfere aurii sunt vârfuri, iar cele cu linii argintii sunt laturi.
Descoperirea marelui dodecaedru este uneori atribuită lui Louis Poinsot în 1810, deși există un desen cu ceva foarte asemănător cu un mare dodecaedru în cartea Perspectiva Corporum Regularium din 1568 a lui Wenzel Jamnitzer.

## Construcție
Marele dodecaedru poate fi construit în mod analog pentagramei, analogul său bidimensional, prin prelungirea fețelor (n−1)-dimensionale ale nucleului n-politopului pentagonal (pentagoane pentru marele dodecaedru și segmente pentru pentagramă) până când figura se închide din nou. Altă metodă este fațetarea icosaedrului regulat cu fațete triunghiulare coplanare cu pentagoanele icosaedrului.
Anvelopa sa convexă este icosaedrul convex regulat. De asemenea, are laturile în comun cu icosaedrul; compusul ambelor fiind micul icosidodecaedru complex.
Deoarece toate vârfurile se află pe anvelopa sa convexă, coordonatele lor sunt identice cu ale vârfurilor icosaedrului regulat.

## Imagini

Pavare sferică cu densitatea 3. (O față pentagonală sferică este colorată galben)
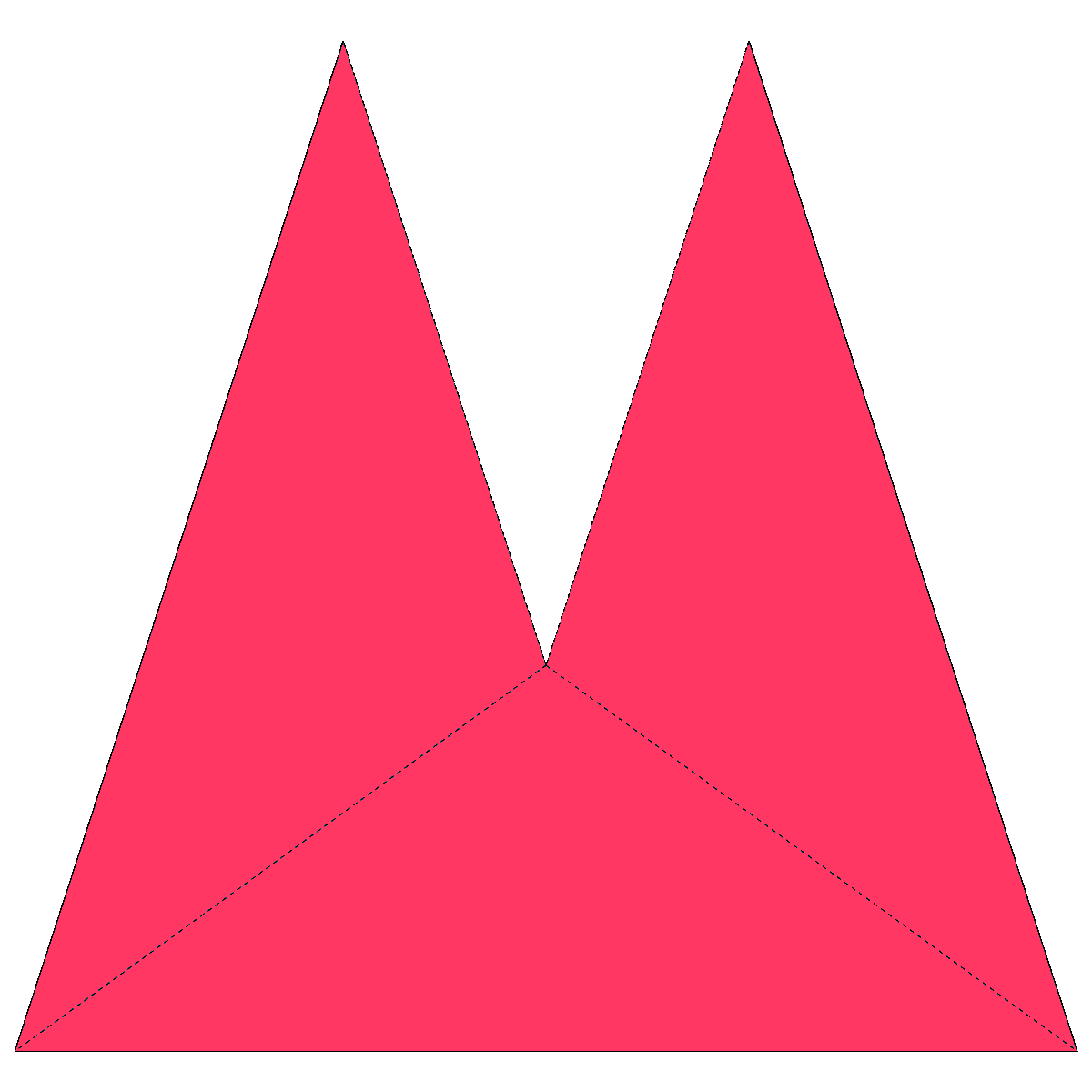
20 de astfel de forme aranjate pe un icosaedru formează desfășurata
A doua stelare a dodecaedrului,[3] corpul W21 din lista Wenninger

## Poliedre înrudite

Trunchiere animată de la {5/2, 5} la {5, 5/2}

Există patru poliedre uniforme înrudite, construite ca grade de trunchiere. Dualul este micul dodecaedru stelat.
Dacă este luată în considerare doar suprafața vizibilă, aceasta are aceeași topologie ca un icosaedru triakis cu piramide concave în locul celor convexe.
trunchierea marelui dodecaedru produce o serie de poliedre uniforme neconvexe. Trunchierea muchiilor până la puncte produce dodecadodecaedrul ca un mare dodecaedru rectificat. Procesul se poate continua cu birectificarea, reducând fețele originale la puncte, producând astfel micul dodecaedru stelat.
| Nume                    | Micul dodecaedru stelat | Dodeca- dodecaedru | Marele dodecaedru trunchiat | Marele dodecaedru |
| ----------------------- | ----------------------- | ------------------ | --------------------------- | ----------------- |
| Diagramă Coxeter–Dynkin |                         |                    |                             |                   |
| Imagine                 |                         |                    |                             |                   |